# Эръя

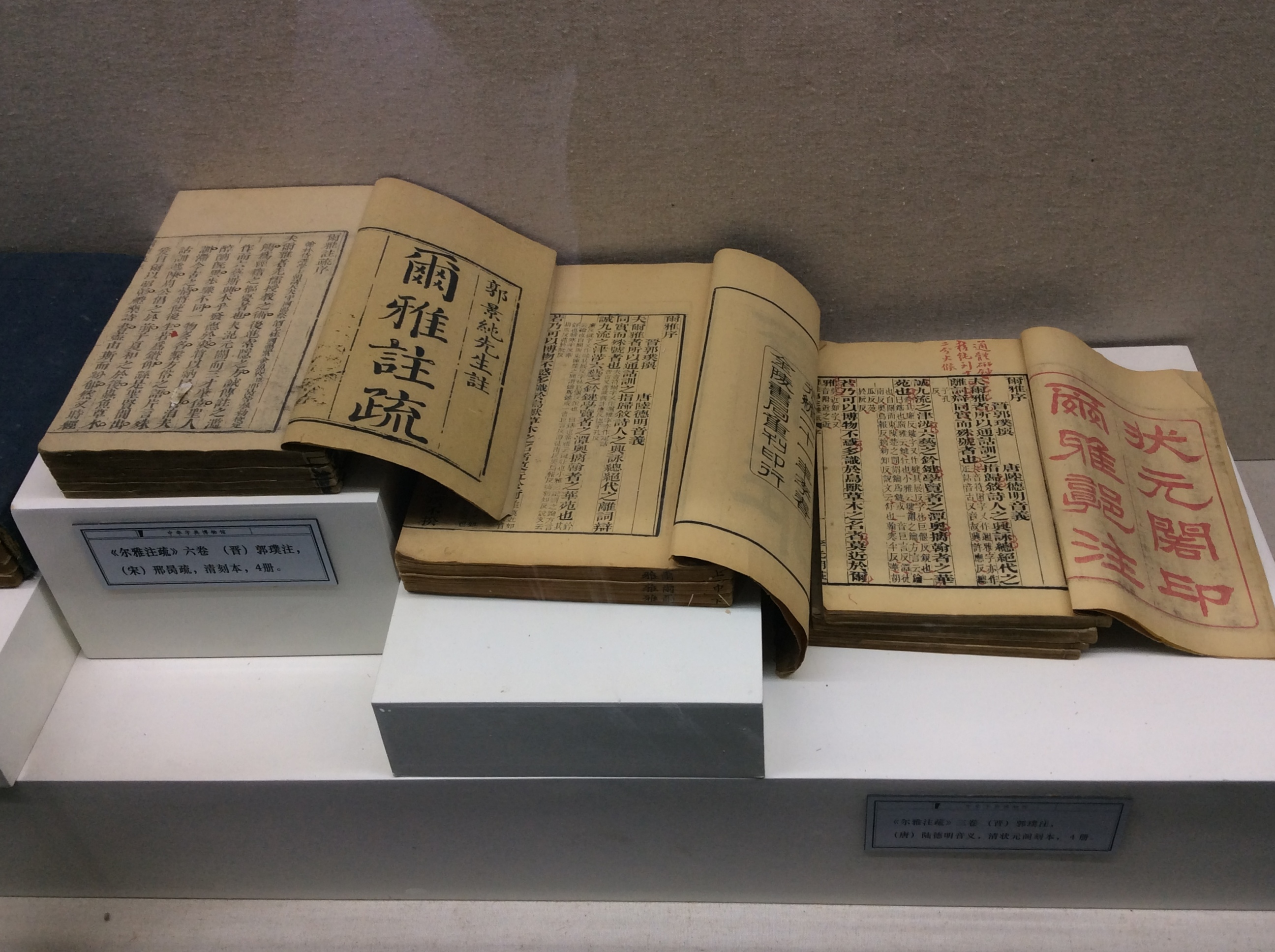
Эръя — экспонат в Китайском музее словарей в Цзиньчэн, провинция Шаньси

Эръя́ (кит. трад. 爾雅, упр. 尔雅, пиньинь Ěryǎ, буквально: «Приближение к классике») — древнейший из дошедших до наших дней толковый словарь китайских иероглифов или китайская энциклопедия. Коллективный труд учёных древнего Китая, созданный в III—II веках до н. э. По другим версиям авторство приписывается Конфуцию или Чжоу Гуну. При династии Цинь словарь был уничтожен, восстановлен при династии Хань. Входит в конфуцианское Тринадцатикнижие. Помимо толкования иероглифов, содержит сведения по орфографии и грамматике, энциклопедические данные. Состоит из 19 пяней. По мнению Бернхарда Карлгрена, большая часть глосс, представленных в словаре, датируется III в.
В библиографии «Ханьшу» (111 н. э.) «Эръя» указан в рубрике «Сяоцзин» 孝經; в поздние эпохи его переместили в категорию «сяосюэ» 小學.

## Содержание
1. 《释诂》 Разъяснение лексики (толкование значения иероглифов, встречающихся в древних текстах)
2. 《释言》 Разъяснение слов (толкование прилагательных и глаголов, встречающихся в древних текстах)
3. 《释训》 Разъяснение глосс (толкование устойчивых слов и словосочетаний)
4. 《释亲》 Разъяснение родства (толкование терминов родства)
5. 《释宫》 Разъяснение жилищ (здания и их элементы)
6. 《释器》 Разъяснение утвари (посуда, продукты питания, одежда)
7. 《释乐》 Разъяснение музыкальных инструментов
8. 《释天》 Разъяснение небесных тел (астрономические объекты и явления)
9. 《释地》 Разъяснение территорий (административное деление)
10. 《释丘》 Разъяснение возвышенностей (холмы и возвышенности)
11. 《释山》 Разъяснение гор
12. 《释水》 Разъяснение вод
13. 《释草》 Разъяснение трав
14. 《释木》 Разъяснение деревьев
15. 《释虫》 Разъяснение насекомых
16. 《释鱼》 Разъяснение рыб
17. 《释鸟》 Разъяснение птиц
18. 《释兽》 Разъяснение диких животных
19. 《释畜》 Разъяснение домашних животных